# Вибранівка (станція)
Ви́бранівка — проміжна залізнична станція Львівської дирекції Львівської залізниці на неелектрифікованій лінії Львів — Ходорів між станціями Глібовичі (8 км) та Бориничі (7 км). Розташована в селі Вибранівка Стрийського району Львівської області.

## Пасажирське сполучення
На станції Вибранівка зупиняються приміські поїзди сполученням Львів — Ходорів.